# Jotus karllagerfeldi
Espèce
Jotus karllagerfeldi est une espèce d'araignées aranéomorphes de la famille des Salticidae.

## Distribution
Cette espèce est endémique du Queensland en Australie. Elle se rencontre vers le lac Broadwater près de Dalby.

## Habitat
Elle se rencontre en forêt.

## Description
Le mâle holotype mesure 5,3 mm, la carapace mesure 2,8 mm de long sur 2,1 mm et l'abdomen 2,5 mm de long sur 1,7 mm.

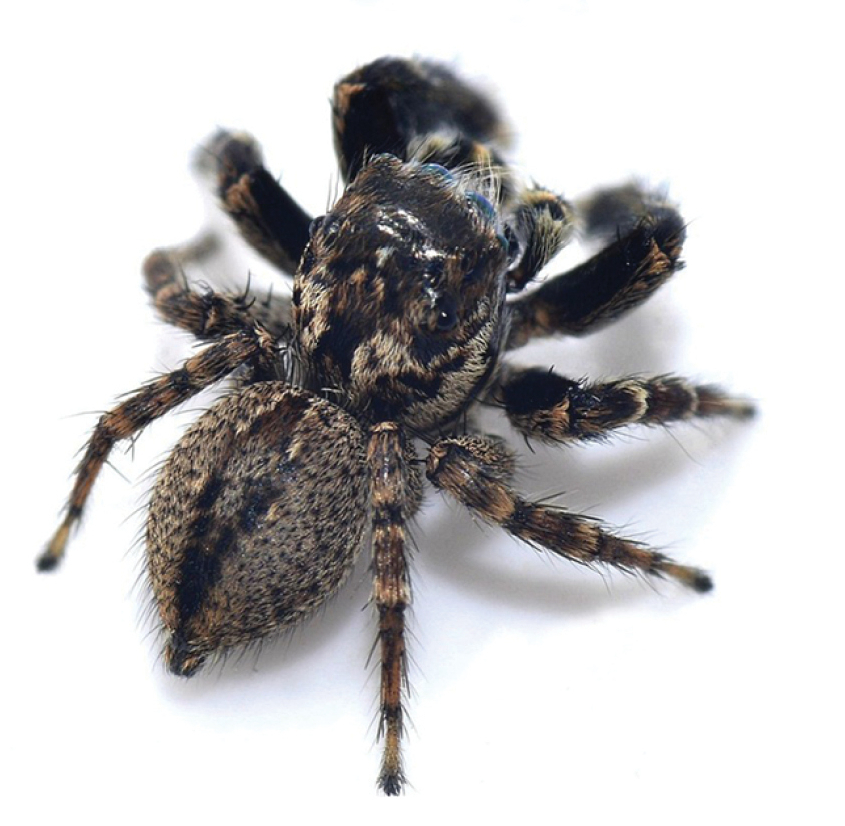
Jotus karllagerfeldi

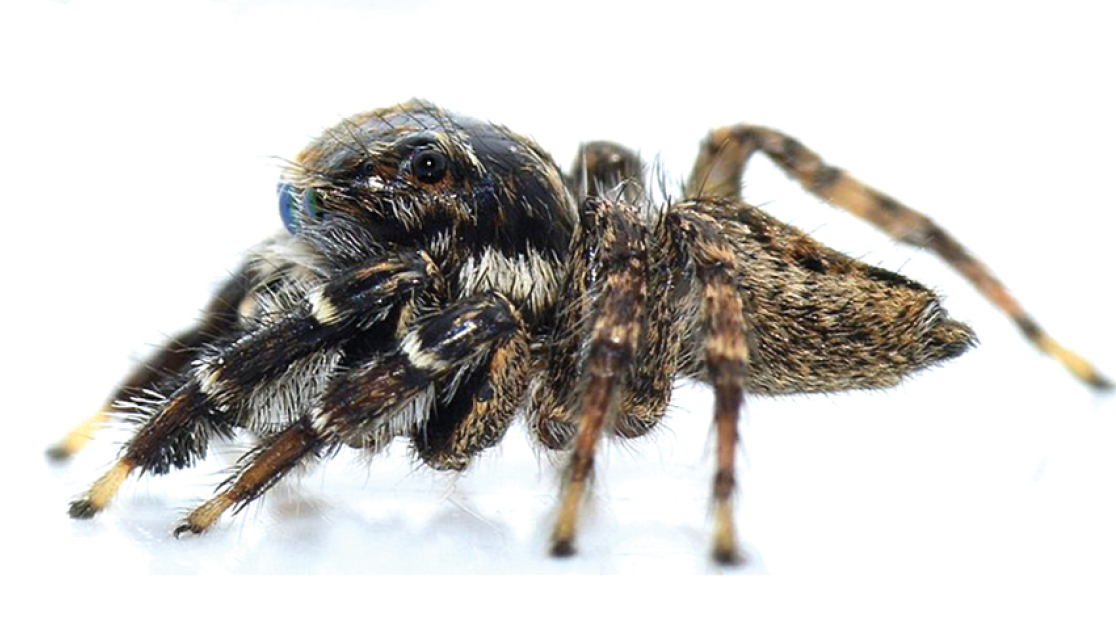
Jotus karllagerfeldi

Les pattes et les organes tactiles des mâles sont annelés de noir et de blanc.

## Systématique et taxinomie
Cette espèce a été décrite par Baher, Schubert (d) et Harms (d) en 2019.

## Étymologie
Cette espèce est nommée en l'honneur du couturier Karl Lagerfeld et ce en référence à sa couleur noire et blanche évoquant la « signature » de ce couturier, et notamment les pattes noires de l'araignée comme les gants de Lagerfeld.

## Publication originale
- Baehr, Schubert & Harms, 2019 : « The brushed jumping spiders (Araneae, Salticidae, Jotus L. Koch, 1881) from eastern Australia. » Evolutionary Systematics, vol. 3, p. 53-73 (texte intégral).